# Полиметалл
«Полиметалл» також ВАТ Міжрегіональне науково-виробниче об'єднання «Поліметал» — один з великих світових і найбільший в Російській Федерації продуцент срібла. Зареєстроване в Санкт-Петербурзі.

## Історія
У 2001 р. відкривши ГМК на родовищі Лунноє (до 120 т срібла на рік), «Полиметалл» збільшив щорічне виробництво срібла в Росії на 30%. Початок розробки одного з найбільших у світі родовища Дукат (500 т на рік) ще подвоїла обсяги його виробництва. Рівень видобутку «Полиметалла» при цьому досяг розміру сукупного видобутку інших продуцентів срібла в країні (близько 600 т в 2002 р.).
Приріст обсягів виробництва срібла у 2004 досягнутий за рахунок виходу на повну потужність рудника Дукат (на 100 т більше), а також Хаканджінського (близько 100 т в рік).
У 2004 частка «Поліметалла» в загальному обсязі видобутку срібла в Росії становив 60% (з 500 т у 2003 р. до 700 т в 2004).
За 1997—2003 придбав сім родовищ, два з яких продані за непотрібністю; в результаті його доведені запаси оцінюються в 22,4 тис. т срібла і 205 т золота.